# Lillie Devereux Blake
Lillie Devereux Blake, (Raleigh, 12 de agosto de 1833 - Englewood, 30 de dezembro de 1913) registada como Sarah Johnson, foi uma escritora, ensaísta e sufragista norte-americana. Descendente de uma proeminente linhagem de Carolina do Norte, formou-se como escritora em 1859 e teve que se dedicar a isso para sustentar a sua família. A partir da década de 1870 participou activamente nos movimentos pelo sufrágio da mulher nos Estados Unidos, aos quais contribuiu com seus escritos. Foi fundadora da Liga Nacional Legislativa, que promovia a igualdade de direitos das mulheres em seu país.

## Obras
A maioria das obras aqui apresentadas foram re-compiladas por Grace Farrel em seu texto.

### Novelas
- Southwold (1859)

- Rockford; or Sunshine and Storm (1862)

- Zoe (1866)

- Forced Vows; or A Revengeful Woman's (1870)

- Fettered For Life or Lord and Master (1874)

- A Daring Experiment and Other Stories (1892)

Novelas escritas para o New York Mercury
- The Orphan

- The Mystery of Maple Cottage

- Ireton Standhis; or The False Kinsman (1867)

### Escritos de ficção em jornais
| - My Last Conquest (1857) - A Tragedy of the Mammoth Cave (1858) - John Owen's Appeal (1860) - A Lonely House (1861) - A Wild Night Ride (1862) - The Rescued Fugitives (1862) - Carrying False Colors (1862) - A Romance of the Battle of Fair Oaks (1862) - A Midsummer Sail (1862) | - Life on the Mountains (1862) - The Slave's Revenge (1862) - My Cruise in the Dream (1862) - Brothers by Birth-Foes in the Field (1863) - Short Through the Heart: A Tragedy of Fredericsburgh (1863) - The Tenant of the Stone House (1863) - A Visit to a Fortuneteller (1864) - In Prison (1865) - The Dead Letter (1865) | - A Clap of Thunder (1866) - Found Drowned (1867) - Who Won the Prize (1871) - Tem Years' Devotion (1875) - The Vereran's Last Parade (1882) - Tessies's Merry Christmas (1883) - Lost in a Blizzard (1893) - Roses and Death (1898) |

### Poesia
- Despair (1858)

- A Coquette's Retrospection (1863)

- Reparation (1871)

- Love and Death (1873)

- The Seja People (1875)

### Ensaios
| - The Social Condition of Woman (1863) - Work for Lady Orators (1871) - The Case of Susan B. Anthony (1873) - When Women Grow Old (1874) - A Spreaker's Fright (1876) - Jailoress Jones (1876) - Silver Lake (1878) - Kate Southern (1878) - Kate Cobb's Fate (1879) - The Fables (panfleto) (1879) - The Women of Utah (1879) | - Woman's Plea for Woman: MRs. Blake on Men's Jokes at Women's Expense (1879) - Our Indian Policy (1879) - Needed Reforms: Seats for Shop Girls (1882) - Woman's Conjugal Rights (1882) - Police Matrons (1882) - Dr. Hammond's Estimate of Woman (1883) - Ladies in the White House (1885) - Notes and Comments (1886) - Ou.S. Grant (1886) - Are Women Fairly Paid (1886) - Martha Washington and Other Notable Women of the Revolutionary Period (1889) | - Legislative Advice (1895) - Forgotten Belles (1898) - Memory of the Civil War (1898) - Reminiscences (1899) - Objects to Prizefighting (1899) - Brutality (1899) - Co-Education (1899) - Looking Backward to Two Christmas Days of Long Ago (1904) - The Office of the Father (1904) - The Duties of the Father (1905) |